# Papajevke
Papajevke (lat. Caricaceae), malena biljna porodica iz reda Brassicales koja dobiva ime po najvažnijem rodu carica i vrsti Carica papaya L., Papaja. Raširena je u tropskom području Srednje i Južne Amerike te Afrike. Ove vrste rastu kao grmlje ili manja stabla visine 5 do 10 metara, a neke imaju jestivi plod.

## Opis
Caricaceae je mala porodica cvjetnica koja se sastoji od oko 35 vrsta u šest rodova. Carica papaya, najpopularniji predstavnik porodice, naširoko se uzgaja u tropima širom svijeta. Cijenjen je ne samo zbog ukusnih i hranjivih plodova, već i zbog toga što sadrži enzim papain, koji se intenzivno koristi u medicini, kao sredstvo za omekšavanje mesa, za omekšavanje tekstila, svile i kože te u proizvodnji piva. Nekoliko drugih vrsta također ima jestive plodove i proizvodi papain. Na primjer, Vasconcellea pubescens i Jacaratia spinosa pokazuju obećavajuće karakteristike za daljnje gospodarsko iskorištavanje i razvoj novih usjeva.

## Morfologija
Većina pripadnika Caricaceae su drveće ili grmlje (tri Jarilla vrste iz Meksika i Gvatemale su biljke). Sve vrste proizvode lateks koji može biti bijel ili svijetlo žut. Listovi variraju od cijelih do duboko režnjevitih ili dlanastih. Cvjetovi su kod Caricaceae jednospolni (= uniseksualni). Muški cvjetovi uglavnom se rađaju u cvatu s više od deset cvjetova; imaju cjevasti vjenčić, ispunjen slatkim nektarom; nektarije se nalaze na malom pistilodu (nefunkcionalni jajnik); prašnici su srasli s grlom vjenčića i raspoređeni u dve pentamerne vijuge. Ženski cvjetovi često su pojedinačni ili skupljeni u malocvjetne cvatove (nekoliko vrsta ima zbijene ženske cvatove); lišeni su nektara; latice nisu srasle (uz nekoliko izuzetaka); jajnici su podijeljeni u jednu ili pet komora (lokula); postoji pet stigmi koje su ili cijele ili račvaste. Plodovi su bobice s mnogo sjemenki. Sjemenke su okružene sluzavim arilom; testa može biti ornamentirana ili ne.

## Raznolikost i distribucija
Samo dvije vrste Caricaceae javljaju se u Africi: Cylicomorpha solmsii u zapadnoj Africi i Cylicomorpha parviflora u istočnoj Africi. Oba su velika stabla ograničena na vlažne planinske i pretplaninske šume. Sve ostale vrste Caricaceae rasprostranjene su u Novom svijetu od Meksika do Paragvaja. Rod Horovitzia, sa svojom jednom vrstom H. cnidoscoloides, poznat je samo iz submontanskih šuma Sierra de Juaréz (Oaxaca) u južnom Meksiku. Tri vrste Jarilla su višegodišnje biljke endemske za Meksiko i Gvatemalu. Rod Jacaratia sastoji se od šest vrsta drveća rasprostranjenih u nizinama Južne i Srednje Amerike. Dvije vrste Jacaratia prilagođene su suhim područjima (J. mexicana i J. corumbensis), a četiri na tropske kišne šume (J. dolichaula, J. spinosa, J. digitata i J. chocoensis). Rod s najvećim brojem vrsta je Vasconcellea, s 20 vrsta i jednim formalno nazvanim hibridom. Većina vrsta Vasconcellea nalazi se u sjevernim Andama, što ovu regiju čini središtem raznolikosti vrsta Caricaceae. Carica papaya (jedina vrsta u ovom rodu) je ekonomski najvažnija vrsta u ovoj porodici, s godišnjom proizvodnjom od oko 10 milijuna tona. Divlji oblik javlja se samo u Srednjoj Americi od južnog Meksika do Kostarike.

## Evolucijski odnosi među rodovima Caricaceae
Caricaceae i njena sestrinska porodica Moringaceae dio su reda kupusolikih (Brassicales), koji također uključuje 15 drugih porodica cvjetnica, uključujući Brassicaceae, porodica kupusnjača. Moringaceae je mala porodica s 13 vrsta rasprostranjenih u jugoistočnoj Aziji i Africi.
Unutar Caricaceae, filogenetske studije korištenjem molekularnih podataka pokazale su da su svi rodovi s više od jedne vrste monofileti. Afričke Caricaceae su sestrinska klada Caricaceae Novog svijeta. U neotropima, Vasconcellea i Jacaratia tvore dobro podržanu sestrinsku kladu preostala tri roda, Carica, Jarilla i Horovitzia.

## Rodovi
1. Jacaratia A. DC. (7 spp.)
2. Cylicomorpha Urb. (2 spp.)
3. Carica L. (4 spp.)
4. Vasconcellea A. St.-Hil. (26 spp.)
5. Jarilla Rusby (4 spp.)